# Home at last〜Senri Sings Senri〜
『home at last 〜 Senri Sings Senri〜』（ホーム・アット・ラスト センリ・シングス・センリ）は、大江千里の通算24枚目のアルバムで、初のセルフカバー・アルバム。

## 解説
大江がこれまでに楽曲提供した曲をセルフカバーした初の試みのアルバム。大江は本作発売時点で33組のアーティストに楽曲提供した。

## 収録曲
全曲 作曲・編曲：大江千里
1. あしたのジョーネツ
  - オリジナル曲は秋本祐希。1997年10月22日リリース。
  - すでにモデル・女優であった秋本の歌手デビュー曲[1]。
2. ソナチネ
  - オリジナル曲は松本伊代。1988年12月1日リリース。
  - 松本がリリースする前、大江がデモテープで歌い、松本にプレゼント。松本は「一生の宝物」と語っている。
3. 10 years
  - オリジナル曲は渡辺美里。1988年5月28日リリースアルバム『ribbon』に収録。
  - 作詞は渡辺。この曲で渡辺のライブ等で共演も多かった。
4. メリーゴーランド
  - オリジナル曲は佐倉しおり（現在は引退）。1988年7月25日リリース。
  - TBS金曜ドラマ「華やかな誤算」テーマ曲。
5. Pearl-White Eve
  - オリジナル曲は松田聖子。1987年11月6日リリース。
  - 作詞は松本隆。
6. クリスマス クリスマス
  - オリジナル曲はやまだかつてないWink（山田邦子・横山知枝）。
  - 1991年3月21日リリースのオムニバス盤『やまだかつてないCD』収録。
  - フジテレビ「やまだかつてないテレビ」挿入歌。
7. Cool
  - オリジナル曲は郷ひろみ。1985年10月2日リリース。
  - 郷もディナーショーでたくさん歌っていた。
8. ちいさなBreakin'my heart
  - オリジナル曲は渡辺満里奈。1987年11月11日リリース。
  - 満里奈は大江ファン。
9. しずく
  - オリジナル曲は奥田美和子。2000年2月2日リリース。
  - 奥田のデビュー曲で、奥田歌唱ヴァージョンも大江が編曲、プロデュース。
  - フジテレビ「GTO」（アニメ版）エンディングテーマ曲。
10. 太陽がいっぱい
  - オリジナル曲は光GENJI。1989年7月20日リリース。
  - 1989年（第20回）日本歌謡大賞、フジテレビ（第18回）FNS歌謡祭、（第15回）日本テレビ音楽祭、テレビ朝日（第15回）全日本歌謡音楽祭でいずれも大賞を獲得。